# Мадона дел Цуко (Порденоне)
Мадона дел Цуко је насеље у Италији у округу Порденоне, региону Фурланија-Јулијска крајина.
Према процени из 2011. у насељу је живело 35 становника. Насеље се налази на надморској висини од 195 м.